# Лагрене, Луи Жан-Франсуа
Луи Жан-Франсуа Лагрене́, Лагрене Старший (фр. Louis Jean François Lagrenée, Lagrenée l'Ainé; 21 января 1725, Париж — 19 июня 1805, там же) — французский живописец академического направления, ученик Шарля Андре Ван Лоо. Старший брат Жан-Жака Лагрене. Работал в России, был придворным художником императрицы Елизаветы Петровны и директором Императорской Академии художеств в Санкт-Петербурге после смерти в 1759 году Луи-Жозефа Ле Лоррена.

## Биография
Лагрене родился в Париже 21 января 1725 года и с раннего возраста подавал надежды в рисовании и живописи. Занимался в свободных классах при Королевской академии живописи и скульптуры, в так называемой «Королевской школе для защищённых учеников» (École royale des élèves protégés), которая предлагала бесплатное обучение с небольшой стипендией, в течение трёх лет, подготавливая учащихся к соревнованиям за Римскую премию, дававшую право на поездку в Италию.
После того, как Лагрене завершил трёхлетнюю программу под опекой Шарля (Карла) Ван Лоо, он в 1749 году выиграл большую Римскую премию с первой попытки за картину «Иосиф, толкующий сны фараона» (картина не сохранилась). Лагрене провёл три года в Италии и по возвращении в Париж в 1753 году приступил к работе над большой картиной «Похищение Деяниры кентавром Нессом» (ныне в музее Лувра), которая была закончена в 1755 году. Эта картина принесла ему членство в Академии живописи и сделала его знаменитым. 2 октября 1762 года Лагрене был назначен профессором живописи, заменив Эдме Бушардона. В 1810 году eго сменит в этой должности Антуан-Дени Шоде.
Лагрене вдохновлялся произведениями художников Болонской школы, прежде всего, работами Гвидо Рени (1575—1642) и Франческо Альбани (1578—1660). Позднее Лагрене получит прозвание «Французский Альбани» (l’Albane Francais).
В 1758 году, в возрасте 33 лет Лагрене женился на 16-летней Анне-Агате Иснар. Его репутация привлекла внимание российской императрицы Елизаветы Петровны. В 1760 году вместе с младшим братом Ж.-Ж. Лагрене он прибыл в Санкт-Петербург, получил должность придворного живописца и занял в новоучреждённой Императорской академии художеств место профессора исторической живописи; однако недовольство петербургской жизнью и, по-видимому, разногласия с И. И. Шуваловым побудили его через три года возвратиться в отечество.
Вернувшись в Париж, Лагрене занял должность профессора-ректора Королевской академии живописи и скульптуры. Время между 1781 и 1787 годами он провёл на вилле Медичи в Италии в качестве директора Французской академии в Риме (Académie de France à Rome) с титулом адъюнкт-ректора парижской академии и с пенсией, пожалованной ему королём за картину «Малабарская вдова». Революция лишила его как этой должности, так и пенсии, но Наполеон I 15 июля 1804 года присвоил ему звание кавалера Ордена почётного легиона и назначил почётным хранителем и администратором Музея Наполеона (в то время такое название носил музей Лувра в Париже). Эти должности художник занимал до своей смерти в 1805 году.

## Творчество
Лагрене Старший писал исторические композиции, аллегории и картины бытового жанра. Он был художником академического направления, но в стилевом отношении колебался между рококо и неоклассицизмом. Эстетика его картин безусловно относит художника к стилю рококо, но ему пришлось работать в переходный период, поэтому в источниках его иногда называют «первым живописцем неоклассического направления». В России, где стилевая и жанровая дифференциация развивалась с запаздыванием по отношению к мировым столицам искусства, Лагрене вошёл в историю как придворный художник специфичного «елизаветинского рококо» (в архитектуре этот же период именуют елизаветинским барокко). Показательно, что одним из учеников Лагрене в Санкт-Петербурге был Д. Г. Левицкий, в портретной живописи которого заметны обе тенденции: рококо и классицизма.
Работая в России, Лагрене существенно повлиял на русское академическое искусство. Ясность композиции и светлый «рокайльный колорит» его картин значительно оживили традиционно-академический «большой жанр» — религиозной, мифологической и аллегорической живописи. По случаю открытия Императорской Академии художеств Лагрене написал большой плафон с аллегорической композицией «Елизавета Петровна — покровительница искусств». Для интерьеров Зимнего дворца, уже в царствование Петра III, в 1762 году, Луи-Жан-Франсуа Лагрене написал четыре десюдепорта на мифологические сюжеты.
По картонам Лагрене во Франции ткали шпалеры на мануфактуре Обюссон. Сын Лагрене Старшего, живописец-миниатюрист А. Ф. Лагрене, или Лагрене Младший, также жил и работал в России.

## Галерея

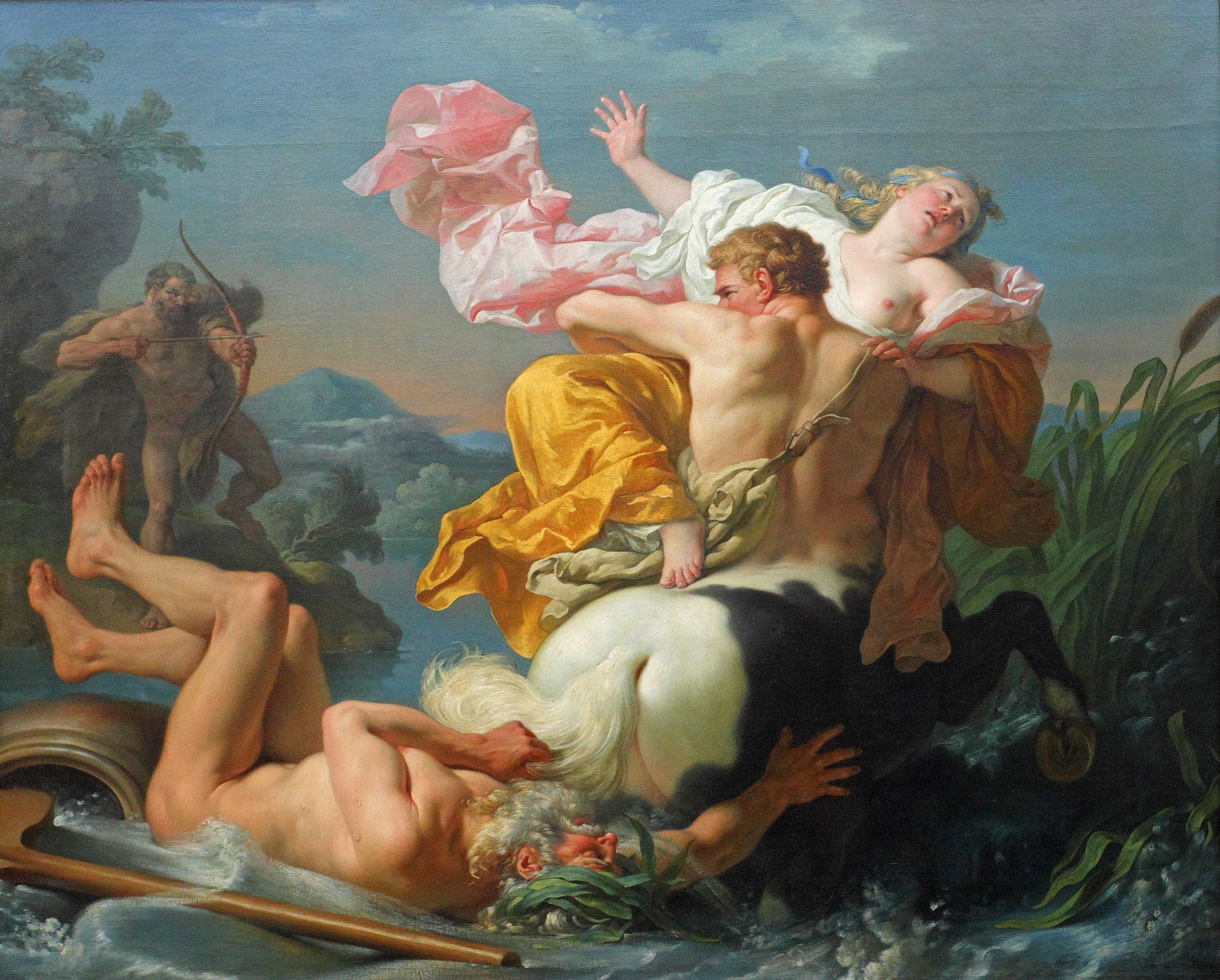
Похищение Деяниры кентавром Нессом. 1755. Холст, масло.
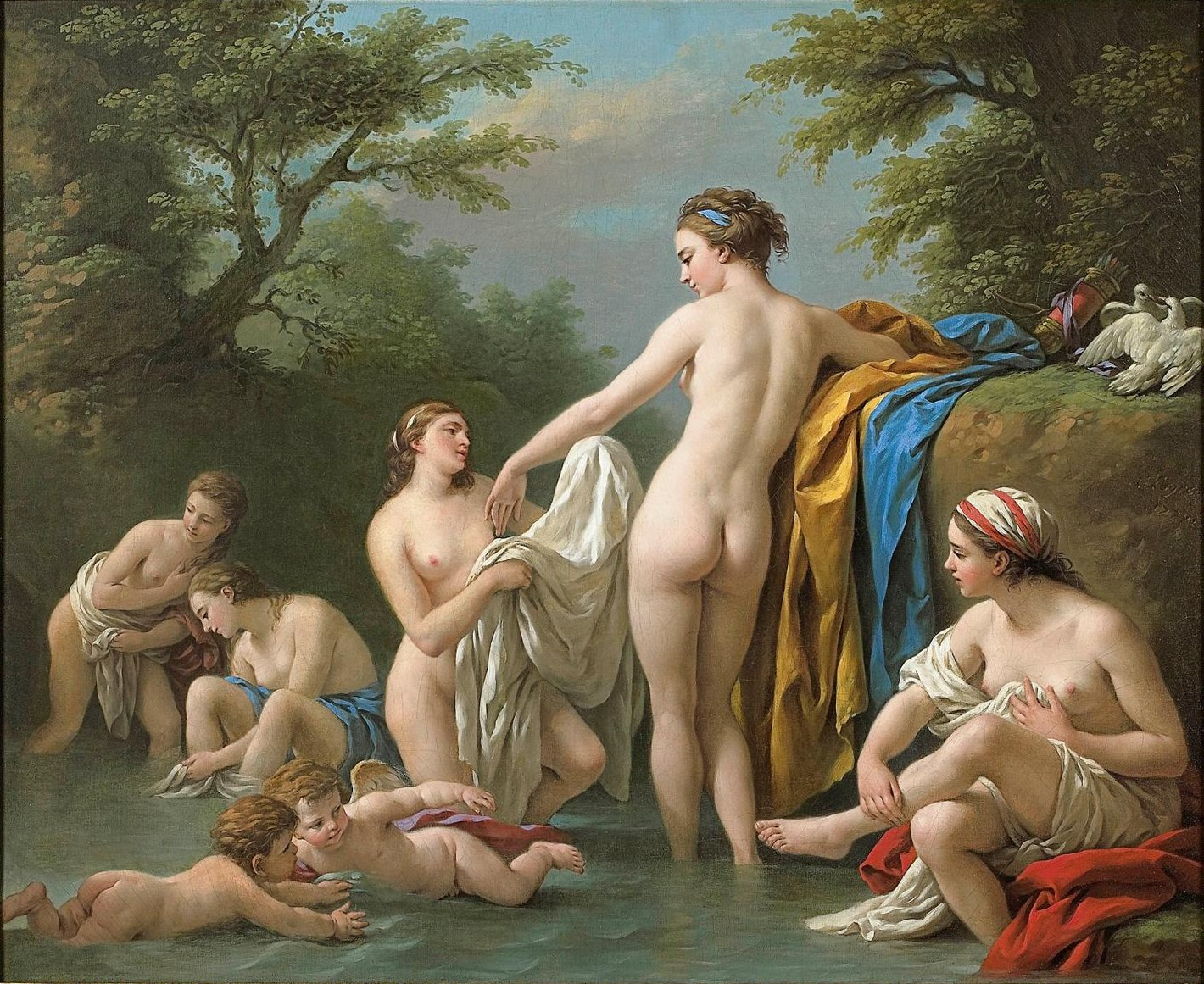
Венера и купающиеся нимфы. 1776. Местонахождение неизвестно
Диана и Эндимион. 1768. Медь, масло. Национальный музей изобразительных искусств, Стокгольм
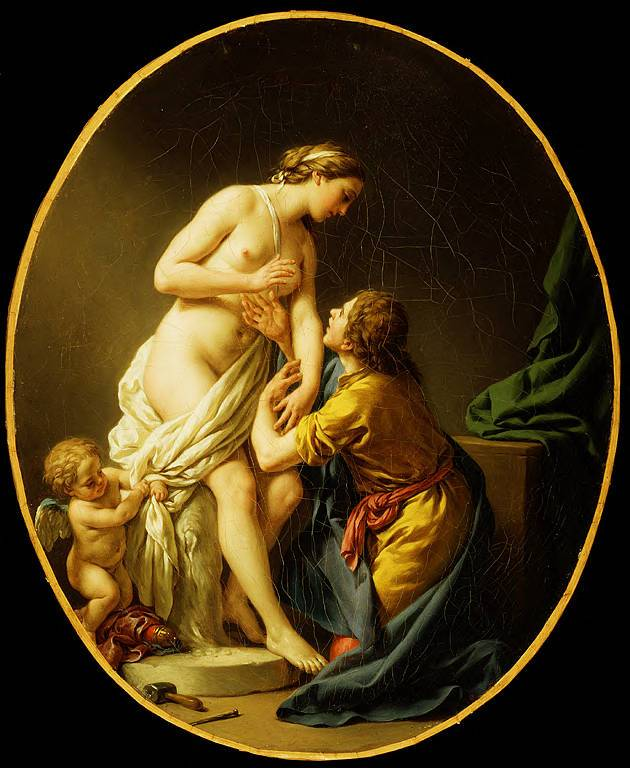
Пигмалион и Галатея. 1781. Холст, масло. Детройтский институт искусств
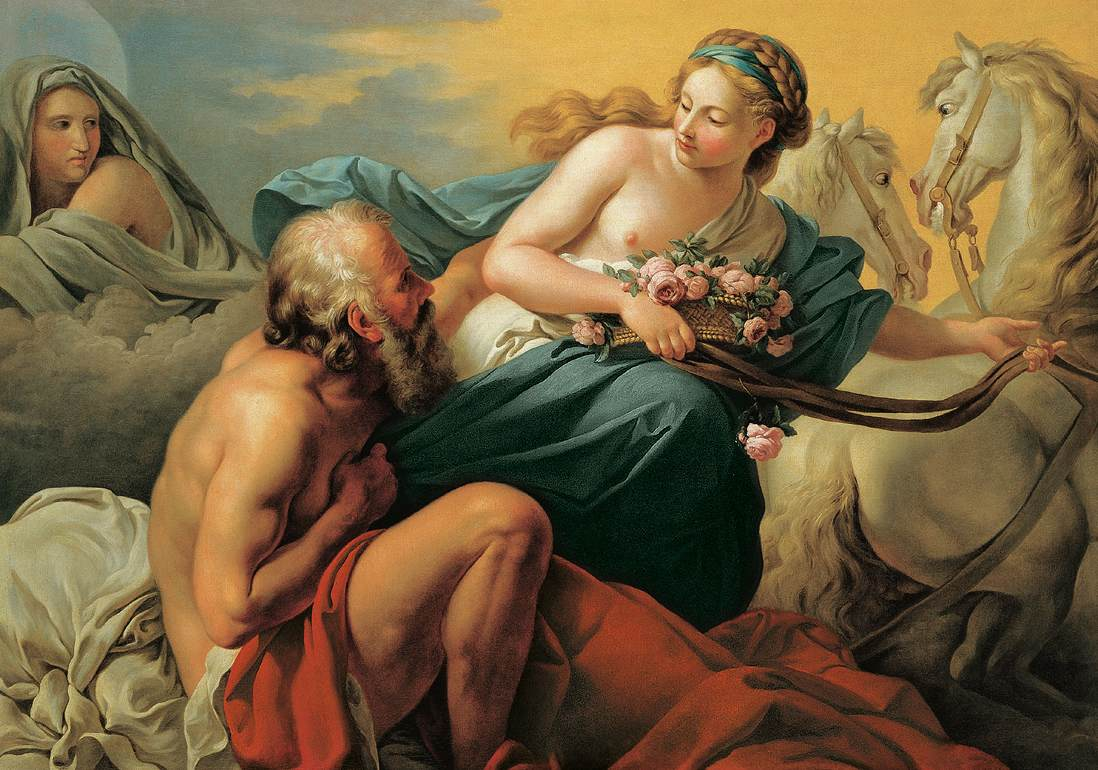
Восход Авроры. 1763. Холст, масло. Частное собрание
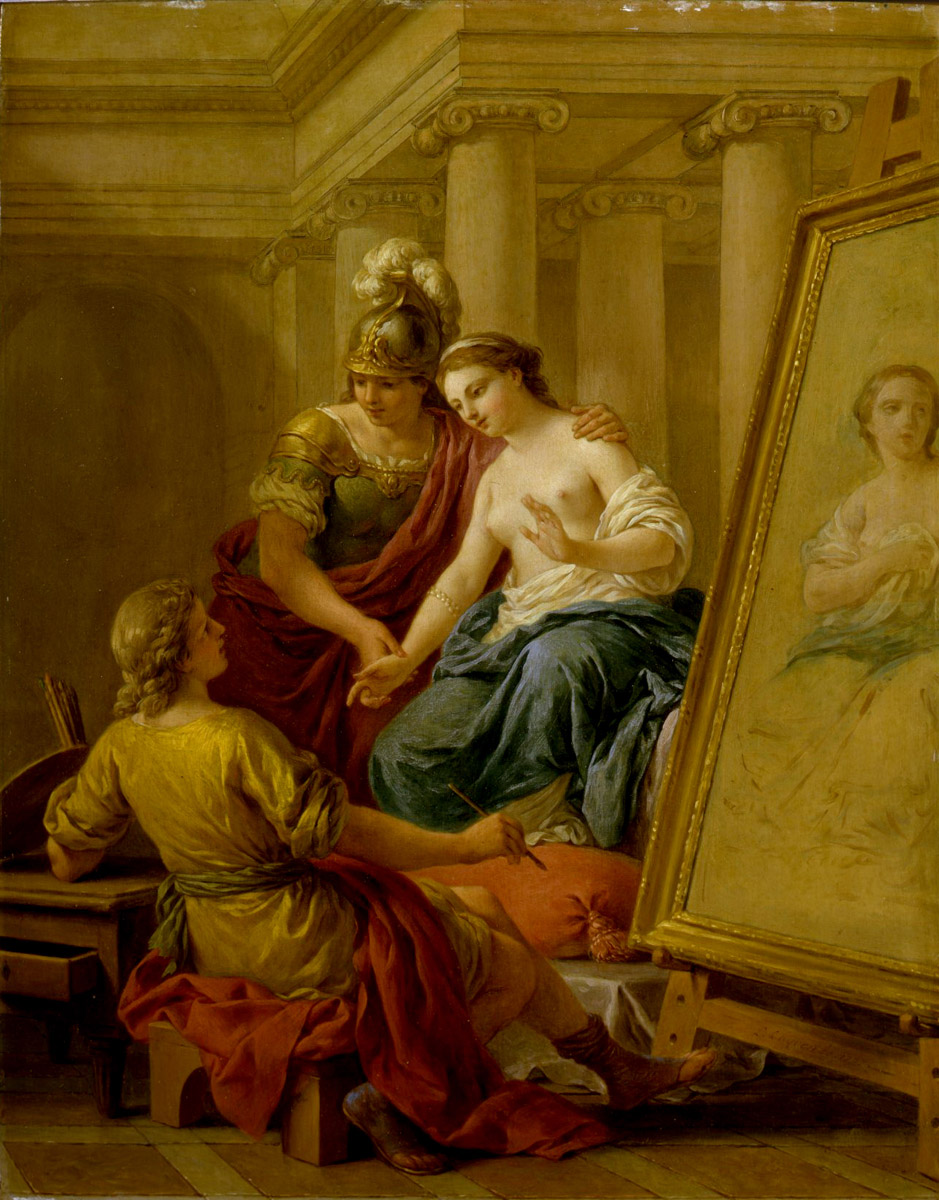
Апеллес пишет портрет Кампаспы, возлюбленной Александра Македонского. 1772. Медь, масло. Местонахождение неизвестно
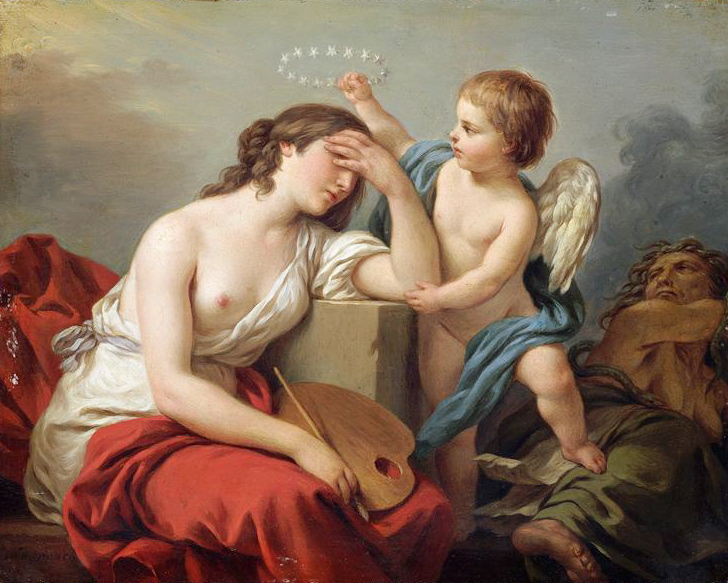
Любовь к искусству утешает живопись против нелепых и ядовитых сочинений её врагов. 1781. Холст, масло. Лувр, Париж
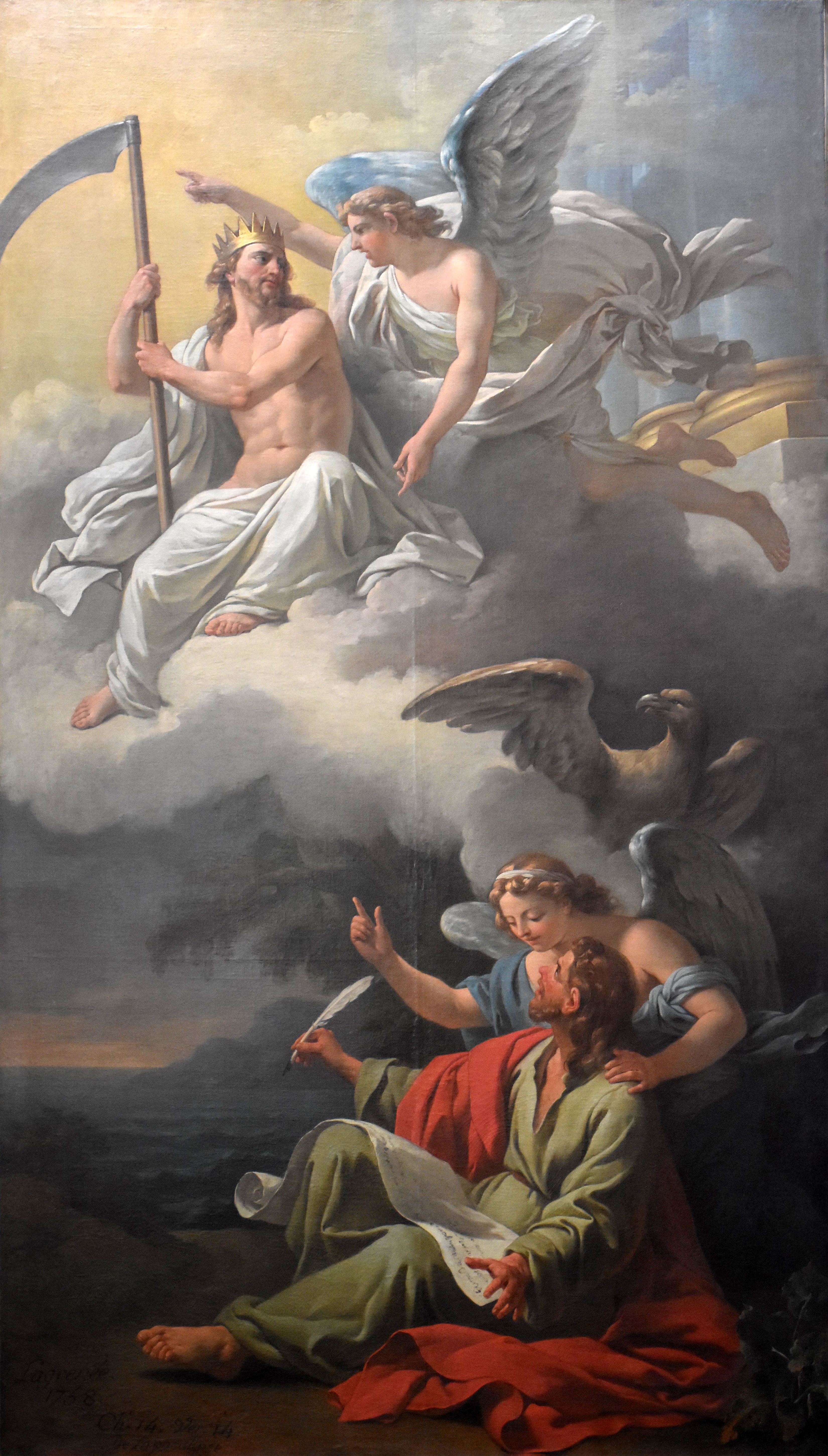
Святой Иоанн Евангелист на острове Патмос. 1758. Холст, масло. Частное собрание, Лион
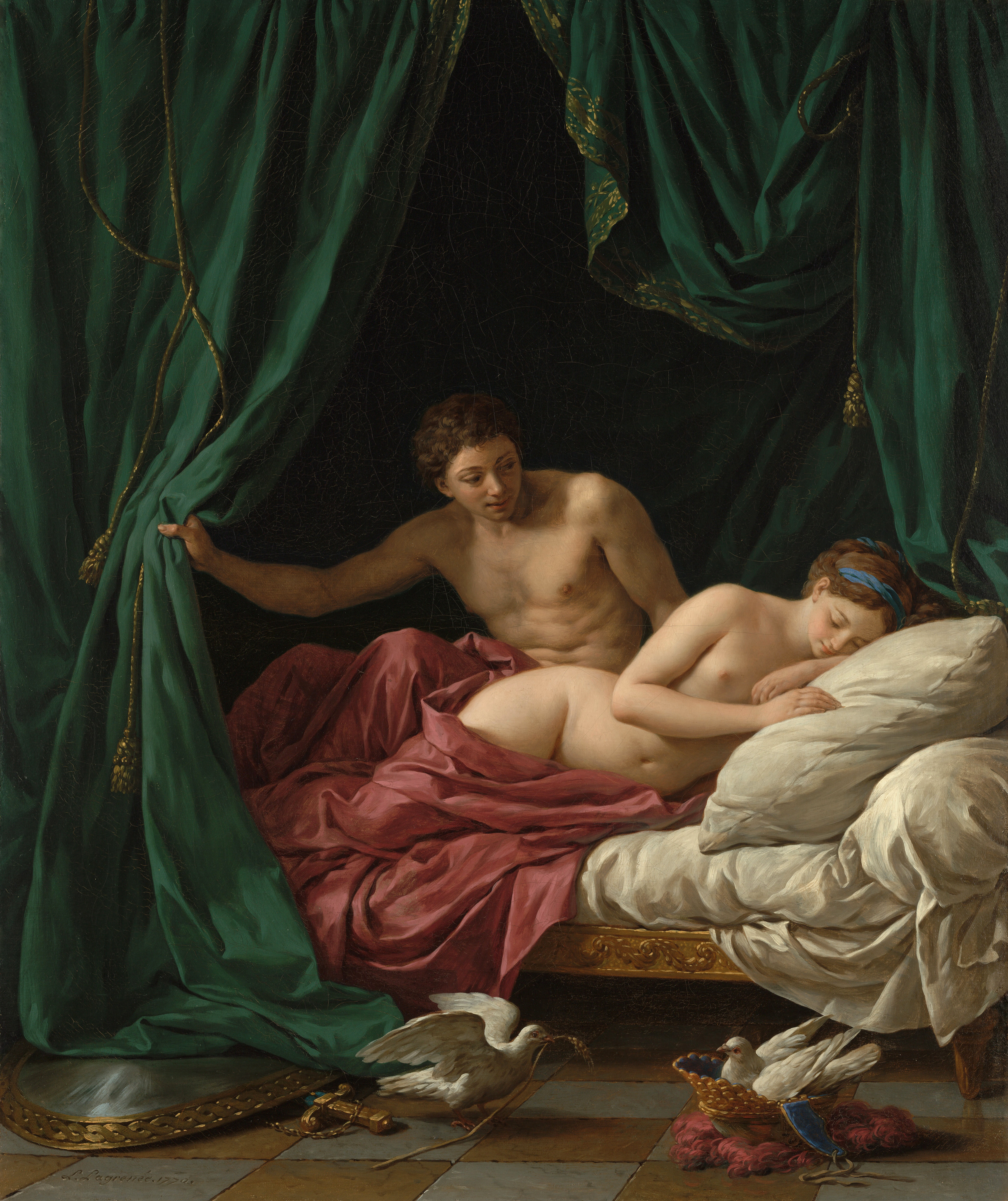
Венера и Марс. Аллегория мира. 1770. Холст, масло. Центр Гетти, Лос-Анджелес